# Танагры-медососы
Танагры-медососы (лат. Cyanerpes) — род птиц из семейства танагровых (Thraupidae). Они встречаются в тропическом Новом Свете от юга Мексики до Бразилии, живут в пологе леса, и, как следует из названия, питаются нектаром и имеют длинный изогнутый клюв. 
Четыре вида танагр-медососов имеют красочные ноги, длинные крылья и короткий хвост. Самцы обычно глянцевые фиолетово-голубые, а самки зеленоватые.

## Таксономия и список видов
Род танагры-медососов был представлен в 1899 году американским орнитологом Гарри К. Оберхолзером с Cyanerpes cyaneus в качестве типового вида. 
Род включает четыре вида:
- Cyanerpes caeruleus (Linnaeus, 1758) — Пурпурная танагра-медосос
- Cyanerpes cyaneus (Linnaeus, 1766) — Бирюзовая танагра-медосос
- Cyanerpes lucidus (Sclater et Salvin, 1859) — Лазурная танагра-медосос
- Cyanerpes nitidus (Hartlaub, 1847) — Короткоклювая танагра-медосос

## Галерея

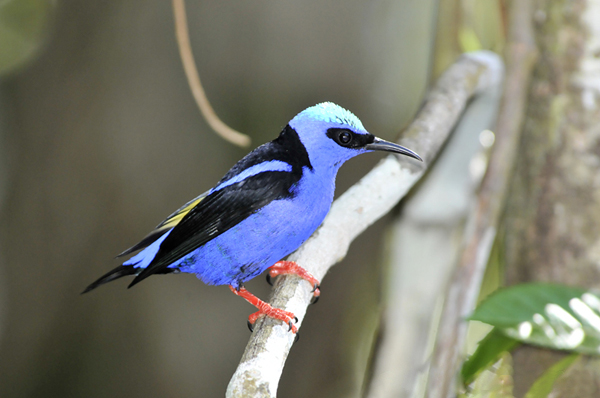
Бирюзовая танагра-медосос
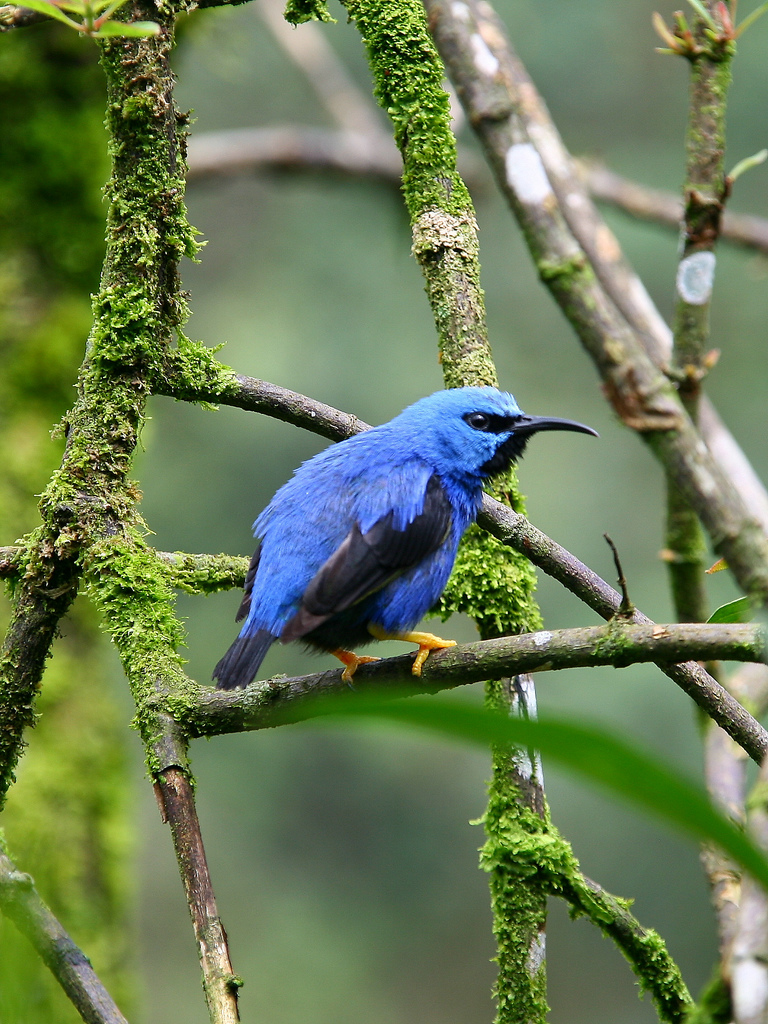
Лазурная танагра-медосос